# Daniela Schultze
Daniela Schultze (Cottbus, 3 de noviembre de 1990) es una deportista alemana que compite en remo.
Ganó tres medallas en el Campeonato Europeo de Remo entre los años 2017 y 2021.
Participó en dos Juegos Olímpicos de Verano, ocupando el séptimo lugar en Londres 2012 (ocho con timonel) y el quinto en Tokio 2020 (cuatro scull).

## Palmarés internacional
| Campeonato Europeo | Campeonato Europeo       | Campeonato Europeo | Campeonato Europeo |
| Año                | Lugar                    | Medalla            | Prueba             |
| ------------------ | ------------------------ | ------------------ | ------------------ |
| 2017               | Račice (República Checa) | Medalla de oro     | Cuatro scull       |
| 2020               | Poznań (Polonia)         | Medalla de plata   | Cuatro scull       |
| 2021               | Varese (Italia)          | Medalla de bronce  | Cuatro scull       |